# Meredi
Ina Meredi Arakelian (Berlijn, 1992), beter bekend onder haar artiestennaam Meredi, is een Duits-Armeense componist en pianist, woonachtig in Berlijn en Los Angeles.

## Vroege leven en opleiding
Meredi begon al op zesjarige leeftijd met pianolessen, nadat ze al vroeg op een oude piano in haar ouderlijk huis uit zichzelf was begonnen te spelen. Ze vervolgde haar muzikale opleiding aan het gerenommeerde Musikgymnasium Carl Philipp Emanuel Bach, terwijl ze tegelijkertijd compositie studeerde aan zowel de Hanns Eisler Hochschule als de Universität der Künste Berlin. Vervolgens specialiseerde ze zich in filmmuziek en mediacompositie aan het conservatorium in München.

## Carrière
Meredi’s debuutalbum Stardust werd in 2020 uitgebracht bij Modern Recordings, een label van BMG, en werd genoemd als een van de Top 10 post-klassieke albums van dat jaar door BBC Music Magazine. Op Stardust volgden het ambientalbum Trance (2021) en Some Other Place (2022), een herinterpretatie van Trance voor solopiano.
In 2022 componeerde Meredi het nummer White Flowers Take Their Bath voor het album LYS van Mari Samuelsen (Deutsche Grammophon), een track die wereldwijd meer dan 9 miljoen streams behaalde.
In juni 2024 kondigde Deutsche Grammophon aan dat ze een exclusief contract hadden getekend met Meredi, samen met de aankondiging van haar eerste albumrelease op dit label later die maand.

## Discografie
Studioalbums
- Stardust (2020, Modern Recordings)
- Stardust (Exit Earth) (2021, Modern Recordings)
- Trance (2021, Modern Recordings)
- Some Other Place (2022, Modern Recordings)

EP
- Flourish (2024, Deutsche Grammophon)

## Filmografie
| Jaar      | Film / Serie                                                        | Regisseur            | Credits   |
| --------- | ------------------------------------------------------------------- | -------------------- | --------- |
| 2022      | Flügel aus Beton                                                    | Lea Becker           | Componist |
| 2023      | Tatort: Hochamt für Toni                                            | Michael Krummenacher | Componist |
| 2023      | Wade in the Water: A Journey into Black Surfing and Aquatic Culture | David Mesfin         | Componist |
| 2023      | Metal Battle Girl                                                   | Andreas Wolff        | Componist |
| 2023-2024 | Helen Dorn                                                          | Friedemann Fromm     | Componist |
| 2024      | Spreewaldkrimi                                                      | Jan Fehse            | Componist |